# Espineta gorjagroga
L'espineta gorjagroga (Neosericornis citreogularis) és una espècie d'ocell de la família dels acantízids (Acanthizidae) i única espècie del monotípic gènere Neosericornis Mathews, 1912.

## Hàbitat i distribució
Habita el pis de la selva humida, localment a la costa i zones de muntanya de Queensland.